# Szent Liga (1571)
A Szent Ligát V. Piusz pápa kezdeményezésére a pápai állam, a Velencei Köztársaság és Spanyolország hozta létre 1571. május 25-én. A szövetség célja az Oszmán Birodalom földközi-tengeri terjeszkedésének megállítása volt.

## Előzmények

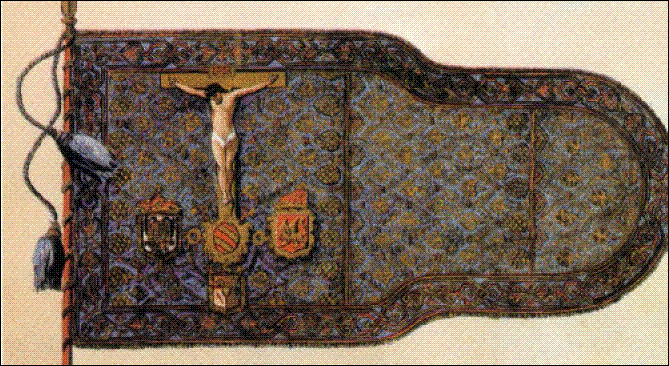
A Szent Liga zászlaja, amelyet a lepantói csatában használtak

Málta 1565-ös török ostroma egyértelművé tette, hogy az Oszmán Birodalom komoly fenyegetést jelent minden keresztény államra a Földközi-tenger partvidékén. Nyilvánvaló volt az is, hogy a törökök bármikor lecsaphatnak máshol, és ha az európai hatalmak nem egyesítik erejüket, akkor képtelenek lesznek megállítani a muzulmán hódítókat. Az egység legerőteljesebb szószólója maga Piusz pápa volt.
Az egykori pásztorfiút, Michele Ghislerit 1566. január 8-án választották meg pápának a bíborosok Rómában. Az egyházfő, ellentétben elődjével, IV. Piusszal, aszketikus, hitbuzgó ember volt, akinek álma egy új keresztes háború megindítása volt a muzulmánok ellen. A pápa azonnal megkezdte erőfeszítéseit, hogy közös, iszlámellenes szövetségbe tömörítse a keresztény uralkodókat. Első lépésként megújította a pápai támogatást II. Fülöp spanyol király gályáinak, hogy oltalmazzák a keresztény vizeket.
A szövetség létrehozása nehéz feladat volt, ugyanis Európa számos szegletében erőszak dúlt, és minden államnak, királynak megvoltak a saját problémái. Spanyolország tengerentúli gyarmataira, észak-afrikai enklávéira, valamint a területén élő muzulmánokkal és a németalföldi protestánsokkal szembeni leszámolásra koncentrált. A kincstár üres volt, csak a Közép- és Dél-Amerikából érkező nemesfém tartotta felszínen az udvart és az arisztokráciát. A franciáktól szintén nem számíthatott sok segítségre a pápa, mivel szerződéseik voltak az Oszmán Birodalommal, illetve vallásháború dúlt az országban. A kizárólag a saját érdekeit figyelő Velencei Köztársaságban pedig senki nem bízott.

## A szövetség
V. Piusznak öt évre volt szüksége, hogy tető alá hozza a pápai államból, a Velencei Köztársaságból és Spanyolországból álló Szent Ligát.
A szövetség megkötését a Ciprus elleni 1570-es török invázió gyorsította fel. Málta után a keresztény világ folyamatos félelemben élt, hol csapnak le a törökök legközelebb. A legvalószínűbb célpont Málta, Ciprus, Szicília és La Goletta volt, de az Oszmán Birodalom gályái feltűnhettek bárhol, ahogy 1566-ban Piali pasa is megjelent 130 hajóval az Adriai-tengeren.
Ciprus lerohanása azonban olyan csapás volt a Velencei Köztársaságra, hogy feladta korábbi ellenkezését, és tárgyalóasztalhoz ült a szinte egész Itáliát hatalmában tartó II. Fülöppel, akit az országában élő muzulmánok felkelése rádöbbentett, hogy addig nem szűnik meg a török fenyegetés, amíg csatában meg nem verik az Oszmán Birodalmat a Földközi-tenger középső medencéjében. 1571. május 25-én megszületett a Szent Liga, amelyet a pápai állam, Spanyolország és Velence alkotott. Tizenkét évre kötelezték el magukat, fő céljuk Ciprus, a Szentföld és Észak-Afrika visszafoglalása volt a törököktől. A szövetség megállapodott egy 200 gályából, 100 hadihajóból, 50 ezer gyalogosból és 4500 könnyűlovasból álló haderő felállításában.
II. Fülöp vállalta a költségek felét, így döntő szava lett a törökök ellen induló flotta parancsnokának kijelölésében. A hajóhad élére
féltestvérét, a 24 éves Don Juan de Austriát, helyettesének Marcantonio Colonna pápai generálist nevezték ki. A Szent Liga flottája 1571. október 7-én döntő vereséget mért a Lepantói csatában a török hajóhadra.
A visszatérő keresztény flottát Messinában díszlövések és zúgó harangok fogadták. Piusz pápa október 22-én értesült a győzelemről, és már azon a napon hálaadó misét pontifikált a római Szent Péter-bazilikában. A pápa reményének adott hangot, hogy további győzelmeket érnek el a jövőben. Ez azonban nem következett be, mert kiújultak a viták a felek között, 1573-ban pedig, egy évvel V. Piusz halála után, a Velencei Köztársaság békét kötött az Oszmán Birodalommal, és lemondott Ciprusról.